# 廣住沙紀
廣住 沙紀（ひろずみ すき、1997年11月12日）は、日本の女優。静岡県出身。

## 出演
- 『青い青い空』(2010年10月)TOMO☆PROJECT 市民参加演劇[1]
- 『金原明善物語』(2012年3月)[1]
- 『朝日のあたる家』(2013年9月)[1]
- 『向日葵の丘 1983年夏』(2015年8月)betray制作委員会 自主制作映画[1]
- 『ヒミツの花園』(2017年3月)[1]